# Zé Carlos (ur. 1955)
Zé Carlos, właśc. José Carlos Peçanha (ur. 29 kwietnia 1955 w Campos) – brazylijski piłkarz, występujący na pozycji bramkarza.

## Kariera klubowa
Zawodową karierę piłkarską Zé Carlos rozpoczął w klubie Botafogo FR w 1975 roku. W Botafogo 16 listopada 1975 w przegranym 0-2 meczu z SE Palmeiras Zé Carlos zadebiutował w lidze brazylijskiej. Karierę Zé Carlosa została przerwana przez wypadek samochodowy, w którym złamał nogę.
Zé Carlos po długiej przerwie powrócił na boisko w barwach Ameriki FC (RJ). W barwach Ameriki Zé Carlos wystąpił ostatni raz w lidze brazylijskiej 7 lutego 1985 w zremisowanym 0-0 meczu z Goiás EC. Ogółem w latach 1975–1985 w I lidze wystąpił w 54 meczach. Karierę zakończył w Rio Branco AC.

## Kariera reprezentacyjna
Zé Carlos występował w olimpijskiej reprezentacji Brazylii. W 1975 roku zdobył z nią złoty medal Igrzysk Panamerykańskich. Na turnieju w Meksyku wystąpił w meczu z Nikaraguą.
W 1976 roku uczestniczył w Igrzyskach Olimpijskich w Montrealu. Na turnieju Zé Carlos wystąpił w meczu reprezentacji Brazylii z Izraelem.